# Monotone functie

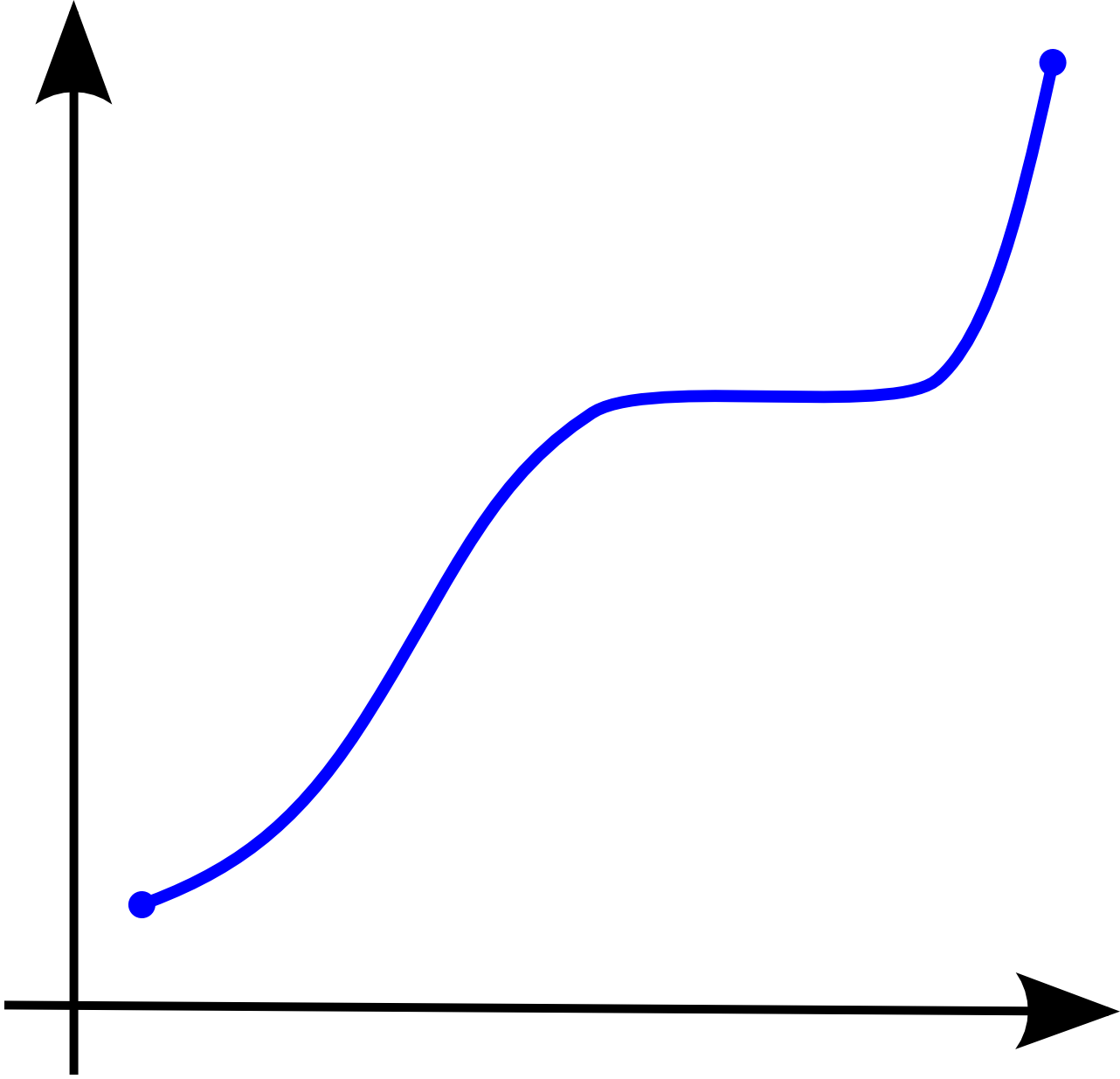
Monotoon stijgende functie

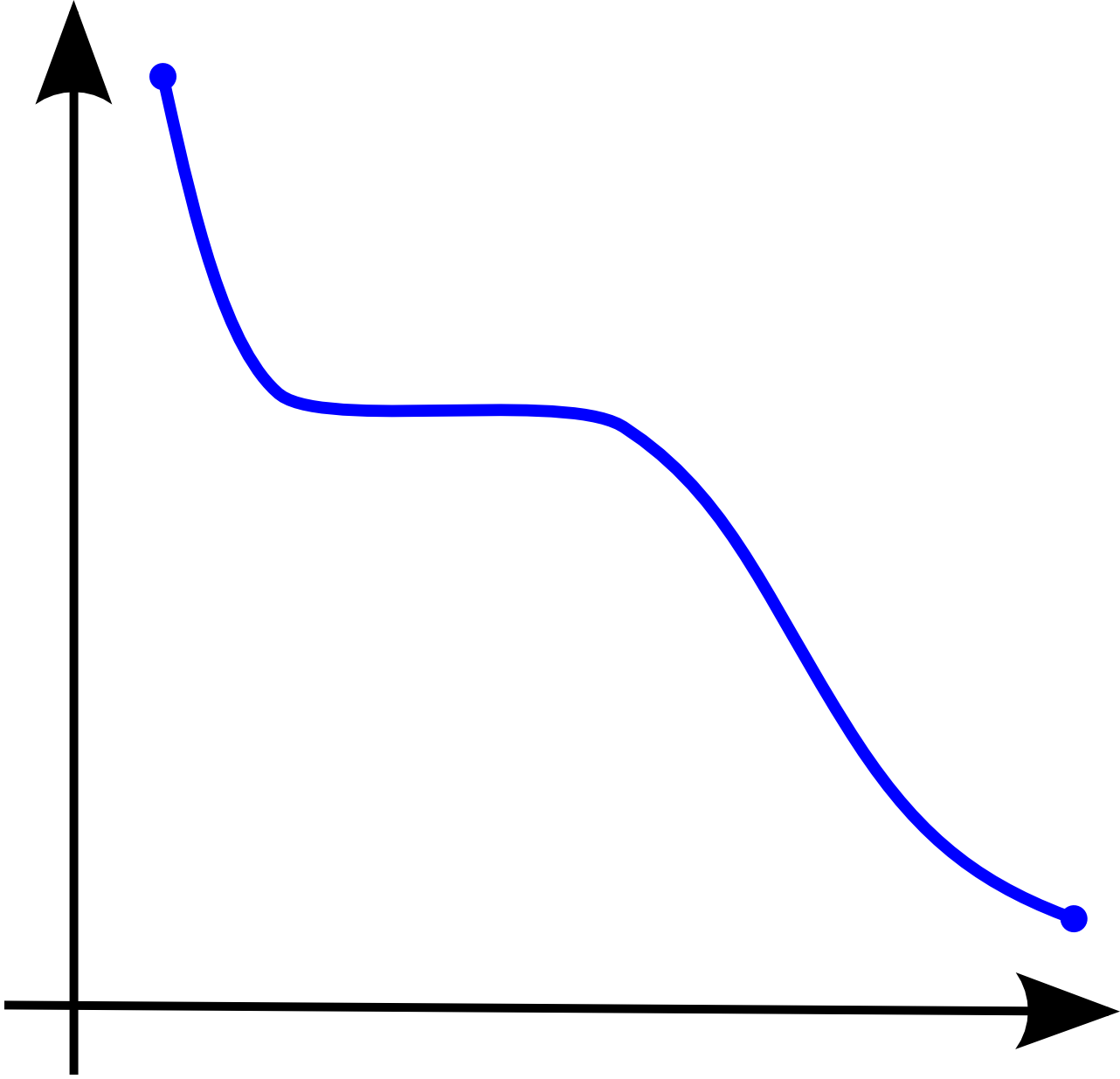
Monotoon dalende functie

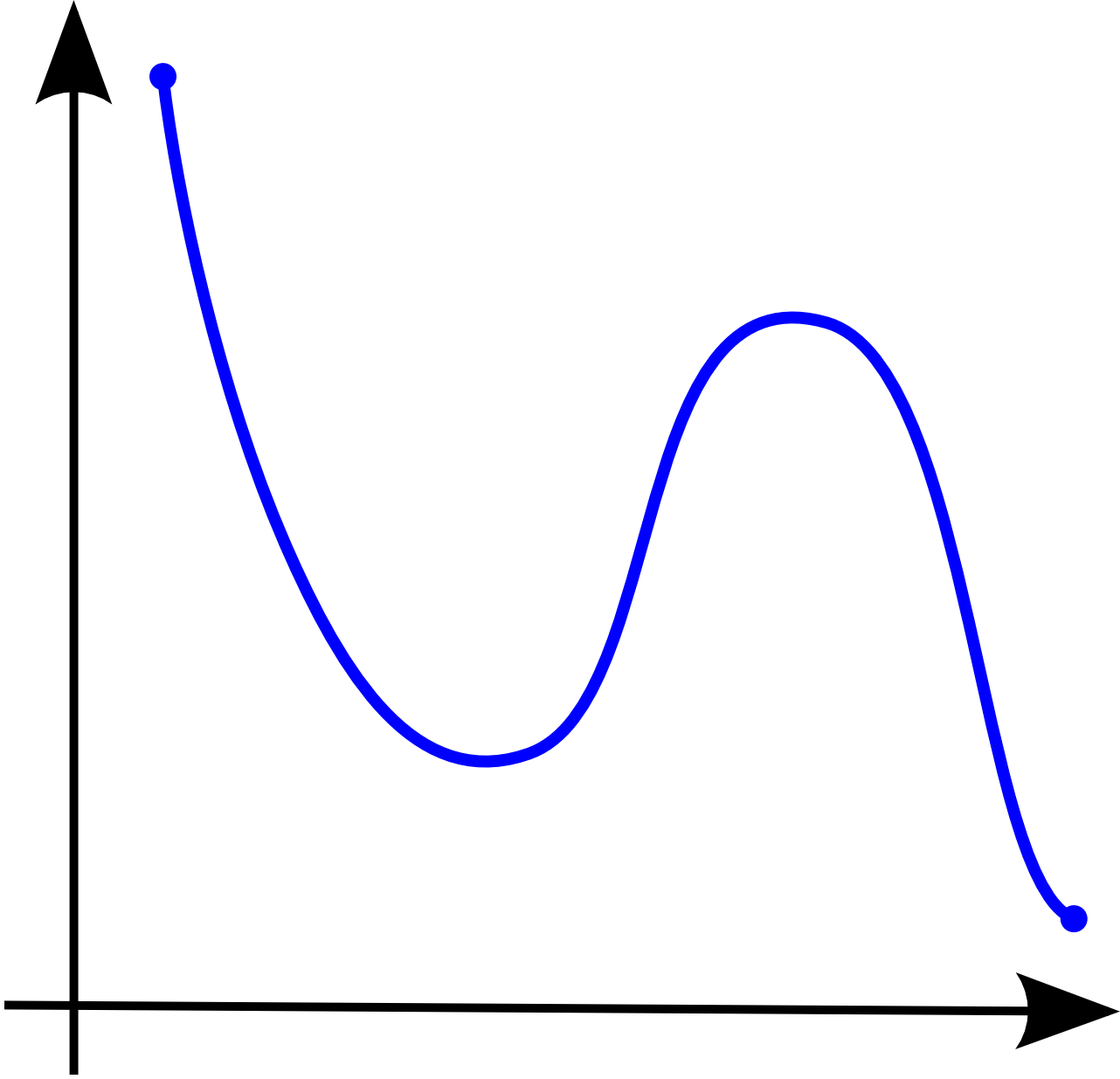
Niet-monotone functie

In de wiskunde is een monotone functie een functie die de orde bewaart, dus die bij toenemend argument of niet daalt of niet stijgt. Anders gezegd: bij toenemende {\displaystyle x} neemt {\displaystyle f(x)} niet af, óf bij toenemende {\displaystyle x} neemt {\displaystyle f(x)} niet toe.

## Definitie
Een reëelwaardige functie {\displaystyle f} gedefinieerd op (een deelverzameling van) de reële getallen heet stijgend (ook monotoon stijgend of monotoon niet-dalend), als voor alle {\displaystyle x} en {\displaystyle y} geldt:
{\displaystyle x\leq y\Rightarrow f(x)\leq f(y).}
Geldt bovendien:
{\displaystyle x<y\Rightarrow f(x)<f(y),}
dan heet {\displaystyle f} strikt stijgend.
Analoog heet {\displaystyle f} dalend (ook monotoon dalend of monotoon niet-stijgend), als voor alle {\displaystyle x} en {\displaystyle y} geldt:
{\displaystyle x\leq y\Rightarrow f(x)\geq f(y).}
Geldt bovendien:
{\displaystyle x<y\Rightarrow f(x)>f(y),}
dan heet {\displaystyle f} strikt dalend.
Een stijgende of dalende functie heet een monotone functie.

## Eigenschappen
Een monotone functie {\displaystyle f} heeft de volgende eigenschappen:
- in elk punt van het domein bestaan de linker- en rechterlimieten van {\displaystyle f};
- de limiet van {\displaystyle f} in {\displaystyle \infty } of {\displaystyle -\infty } bestaat eigenlijk of oneigenlijk ({\displaystyle \infty } of {\displaystyle -\infty } );
- {\displaystyle f} heeft alleen maar sprongdiscontinuïteiten;
- de punten waarin {\displaystyle f} discontinu is, zijn aftelbaar.

## Stellingen
- Een monotone functie gedefinieerd op een begrensd interval is riemann-integreerbaar.

- Een monotone functie gedefinieerd op een interval {\displaystyle D} is bijna overal (dat wil zeggen op een verzameling van lebesgue-maat 0 na) op {\displaystyle D} differentieerbaar.

## Discrete argumenten en functiewaarden
Als een geldbedrag een functie is van andere geldbedragen, dan geldt meestal dat met discrete bedragen wordt gerekend, bijvoorbeeld in hele centen of hele euro's. Continuïteit is dan triviaal, en differentieerbaarheid is niet aan de orde. Wel toepasbaar zijn de begrippen monotonie en differentiequotiënt.
Vaak is bijvoorbeeld wenselijk dat belasting een niet-dalende functie is van de grondslag. Bij inkomstenbelasting als functie van inkomen is bovendien wenselijk dat het netto inkomen (het inkomen verminderd met de belasting) een niet-dalende functie is van het inkomen. Dit kan worden uitgedrukt in differentiequotiënten die niet-negatief, respectievelijk niet groter dan 1 zijn. Bij totale aankoopprijs als functie van hoeveelheid is ook wenselijk dat deze functie niet-dalend is, maar verder dat de prijs per eenheid niet-stijgend is. Bij een actie '2 voor de prijs van 1' schommelt de prijs per stuk echter, de prijs als functie van het aantal is dan in termen van de prijs van één exemplaar achtereenvolgens 1, 1/2, 2/3, 1/2, 3/5, 1/2, .. Meer algemeen zijn er dergelijke schommelingen in de prijs per eenheid als functie van de hoeveelheid als een pak met een dubbele hoeveelheid zoals gebruikelijk minder dan het dubbele kost van een klein pak.